# 李泂 (明朝)
李泂（1503年—？），字伯遠，山東登州府萊陽縣人，軍籍，明朝政治人物。

## 生平
嘉靖元年（1522年）壬午科山東鄉試第六十九名舉人，二十年（1541年）中式辛丑科會試第六十一名，二甲第六十二名進士。授工部主事，官至工部都水司郎中。

## 家族
曾祖李凱；祖父李旻，贈都察院右僉都御史；父李鐸，都察院右副都御史。母趙氏（封宜人）。慈侍下。弟李汋、李沚。

## 延伸阅读
[在维基数据编辑]